# Ținutul Hârlău
Ținutul Hârlău a fost o unitate administrativ-teritorială în cadrul Principatului Moldovei. La nord se învecina cu ținutul Dorohoi, în sud-est - cu ținutul Iași, la sud- ținutul Cârligătura, la est - cu ținuturile Roman și Suceava.

## Stemă

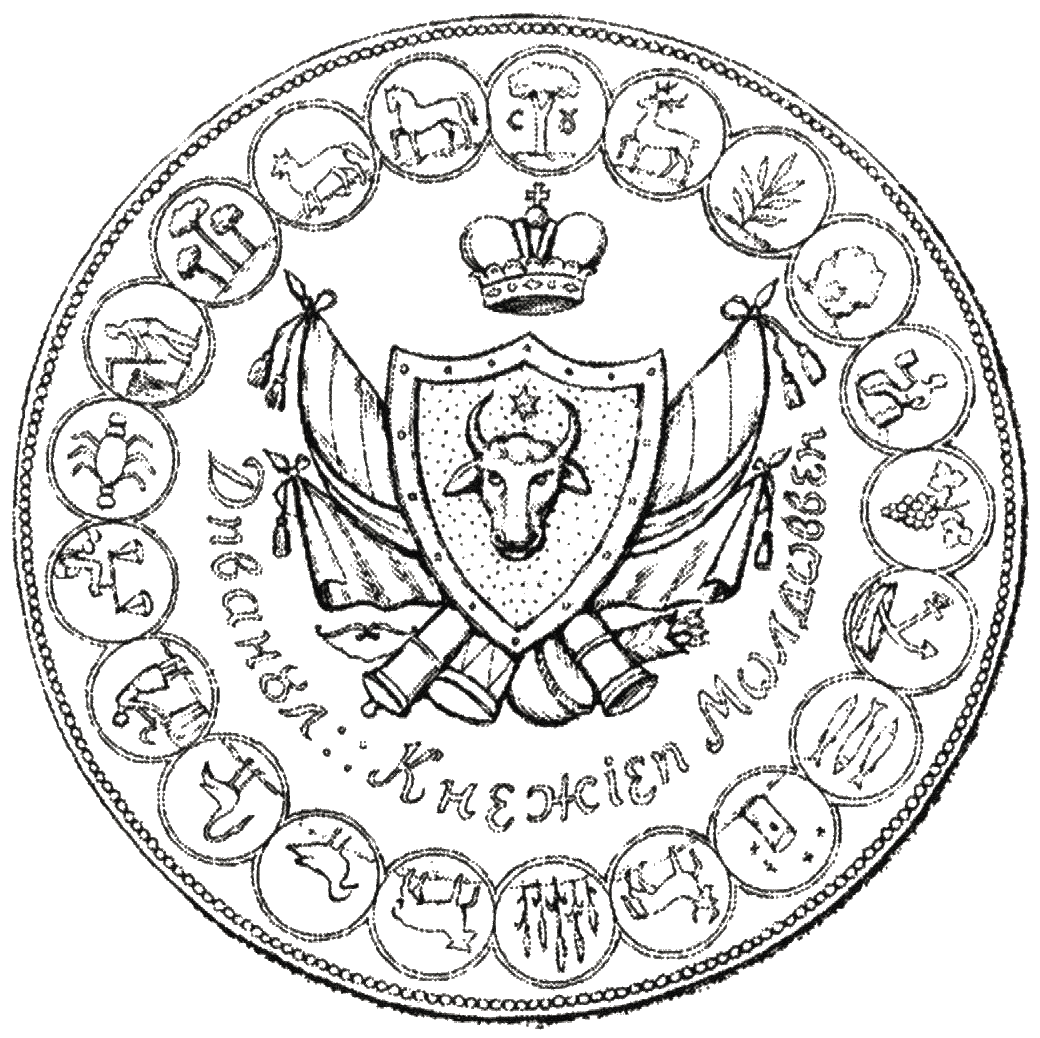
Sigiliul Divanului Cnejiei Moldovei cu stema Țării Moldovei înconjurată de 21 de medalioane cu stemele ținutale

În Sigiliul Divanului Cnejiei Moldovei (cca. 1806 - 1812) - cea mai veche imagine cunoscută care a conservat simbolurile ținutale - stema ținutului Hârlău este reprezentată de un medalion cu trei arbori pe o terasă, cel din centru mai înalt. Elemente din stema ținutală se regăsesc în stema actuală a orașului Hârlău.

## Istorie
Ținutul Hârlău este menționat documentar pentru prima dată la 11 martie 1551, întru-un uric emis de Iliaș Rareș de întărire lui Gheorghe Moțoc stăpânirea asupra jumătății de jos a satului Iacobeni, pe Jijia, din ținutul Hârlău, cumpărată cu 300 de zloți tătărești de la Anușca, fiica lui Eremia vistiernic. Deși, prezintă o atestare târziu, actele oficiale din secolele XIV-XV ne permit să constatăm, indirect, că ținutul este mult mai vechi.
Catastihul din anul 1591, elaborat cu scopul de a identifica numărul de impozabili și scutiți de bir în Țara Moldovei, arată în ținutul Hârlău 1.706 de țăranii birnici, 109 boieri, 14 vătafi (conducători ai satelor), 34 țărani răzeși și 81 de preoți și dascăli.
Dimitrie Cantemir, în Descrierea Moldovei a lăsat următoarele cuvinte: Mai departe, în jos [de ținutul Dorohoi], este așezat ținutul Hârlăului [Ager Hirlevensis], în care se află Hârlău, un târg neînsemnat, peste care e pus un pârcălab.
Cotnari, un târgușor vestit numai prin viile lui neîntrecute, ce stau în fruntea celorlalte. Cârmuirea acestuia este dată în seama marelui paharnic, cel care toarnă în pahar domnului. În acest târgușor papistașii au biserici de piatră lucrate foarte frumos.
Botoșanii, un târgușor din care, ca și din împrejurimi, doamna voievodului își trage veniturile, adunate de un cămăraș rânduit anume pentru această slujbă.
În perioada 1741-1743, la a doua domniei al lui Constantin-Vodă Mavrocordat, ținuturile au fost divizate în unități administrativ-teritoriale mai mici, numite ocoale. Numărul ocoalelor a variat, inițial fiind 2 ocoale, Bahluiului și Jijiei în 1772, apoi 3 ocoale - Bahluiului, Jijiei și Coșulii în 1774, ajungând la 5 ocoale în 1803 - Bahluiului, Jijiei, Prutului și Coșulii. La sfârșitul existenței sale, ținutul Hârlău avea 4 ocoale: ocolul Bahluiului cu 13 sate, ocolul Miletinului cu 14 sate, ocolul Jijiei cu 22 de sate și ocolul Coșulii (Coșula) cu 13 sate.

## Localități
La recensământ desfășurat în anii 1772-1773, care conține prima listă a localităților, în ținutul Hârlău au fost atestate următoarele orașe și sate:
Ocolul Bahlui:

Târgul Hârlău, Macsut, Delenii, Ruși, Ferendieni, Unsa, Rădeni, Vlădenii, Storețel, Prisăcani, Ureceni, Piciorugani, Prăjeni, Lătâi, Onești, Nepeuți, Sengerul, Bulbucani, Totoiești, Burlești, Berlești, Belcești, Ulmul, Râtul lui Iosip, Cârcioie, Horodiște, Horodiște de Sus, Cotnariu, Zlodica, Fetești, Ceplenița, Scobinți, Hilișeu de Jos, Bugaiul, Șendrașeni, Ighilia, Broscăuți, Prilipca, Savcelița, Vâculești, Brăiești, Pârstești, Popenii, Levorda, Costinești, Cervecești, Cucoreni, Ipotești, Cătămarești, Oncani, Coșula, Băloșeni, Coșoteni.
Ocolul Jijia:

Mătieni, Ungureni, Staroselița, Vivoreni, Uriceni, Tâlharești, Ionișeni, Moșcoteni, Zlatunoaia, Stroiești, Ierești, Stănești, Coșujeni, Șătrăreni, Crecucești, Cernești, Frasineni, Răuseni, Rediurile, Șoldani, Iacobeni, Vlădeni, Rotești, Șipotele.